# David Wallace
David Peter Wallace (Limerick, 8 luglio 1976) è un ex rugbista a 15 irlandese, già terza linea ala del Munster.

## Biografia
Fratello minore degli altri due rugbisti internazionali Paul e Richard, David Wallace è nato a Limerick ma cresciuto a Cork.
Esordì nella provincia di Munster nel 1997 nel campionato interprovinciale irlandese, e nel 2000 fu selezionato per la prima volta in Nazionale con la quale debuttò a Buenos Aires contro l'Argentina.
Già un anno più tardi fece parte della spedizione dei British Lions in Australia, durante il quale disputò un solo incontro, un infrasettimanale contro i Brumbies; a causa di un infortunio occorsogli con Munster, con la quale aveva esordito nel 2001 in Celtic League, non poté prendere altresì parte alla Coppa del Mondo di rugby 2003 in Australia.
Oltre alla Celtic League vinta proprio in tale stagione, si aggiudicò una Celtic Cup nel 2005 e il titolo di campione d'Europa nel 2006.
Fu presente quindi alla Coppa del Mondo di rugby 2007 in Francia, e a seguire vinse nel 2009 il Grande Slam nel Sei Nazioni e un'altra Celtic League.
Fu convocato anche per la Coppa del Mondo di rugby 2011 in Nuova Zelanda, ma un incidente di gioco al ginocchio contro Manu Tuilagi durante l'ultimo test match di preparazione contro l'Inghilterra prima del torneo lo mise in condizioni di non competere; tale infortunio fu alla base del ritiro che avvenne a fine stagione, dopo che Wallace non riprese mai completamente la funzionalità dell'articolazione.
Dopo il ritiro ha aperto a Limerick un negozio di dolciumi, concessionario della franchise britannica Mr Simms Olde Sweet Shoppe.

## Palmarès
- Celtic League: 3
Munster: 2002–03, 2008–09, 2010–11
- Celtic Cup: 1
Munster: 2004-05
- Heineken Cup: 2
Munster: 2005-06, 2007-08